# Grand Prix automobile de France 1936

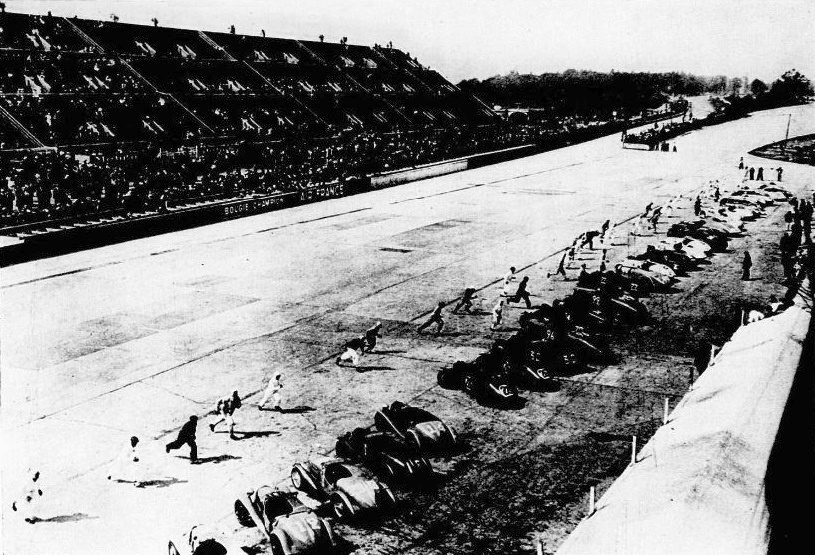
Départ du...

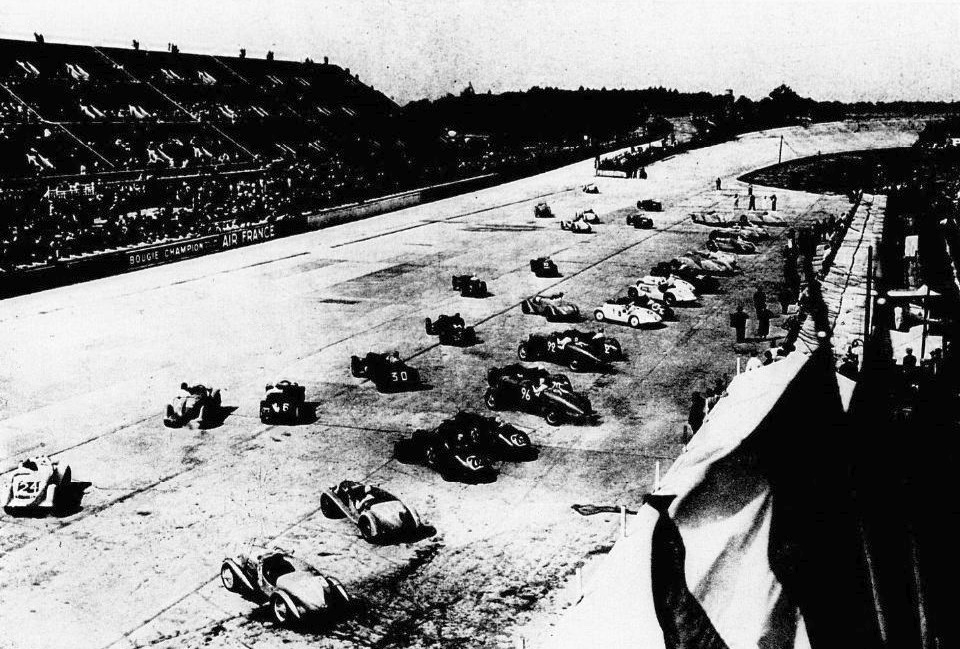
...Grand Prix de l'A.C.F 1936.

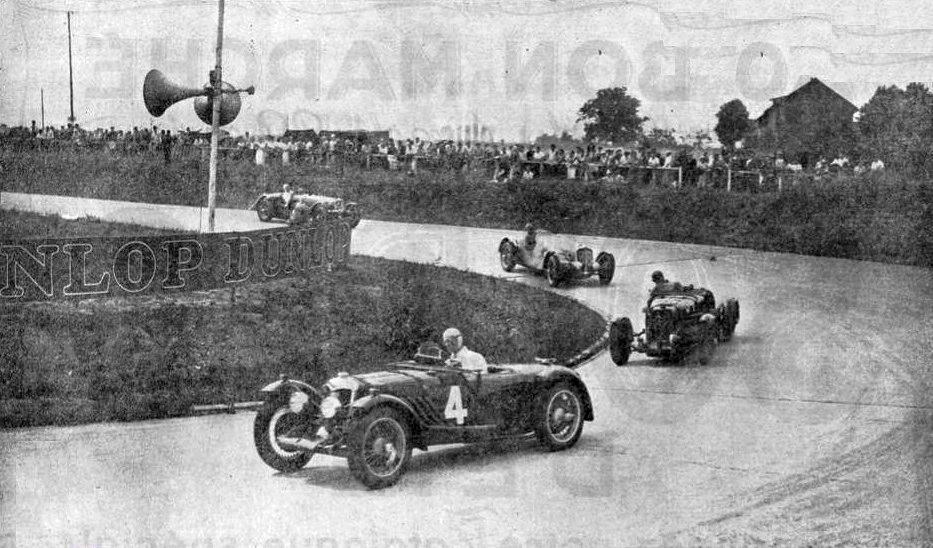
Grand Prix de l'ACF 1936 - von der Becke, Clarke, Divo, et Michel Paris.

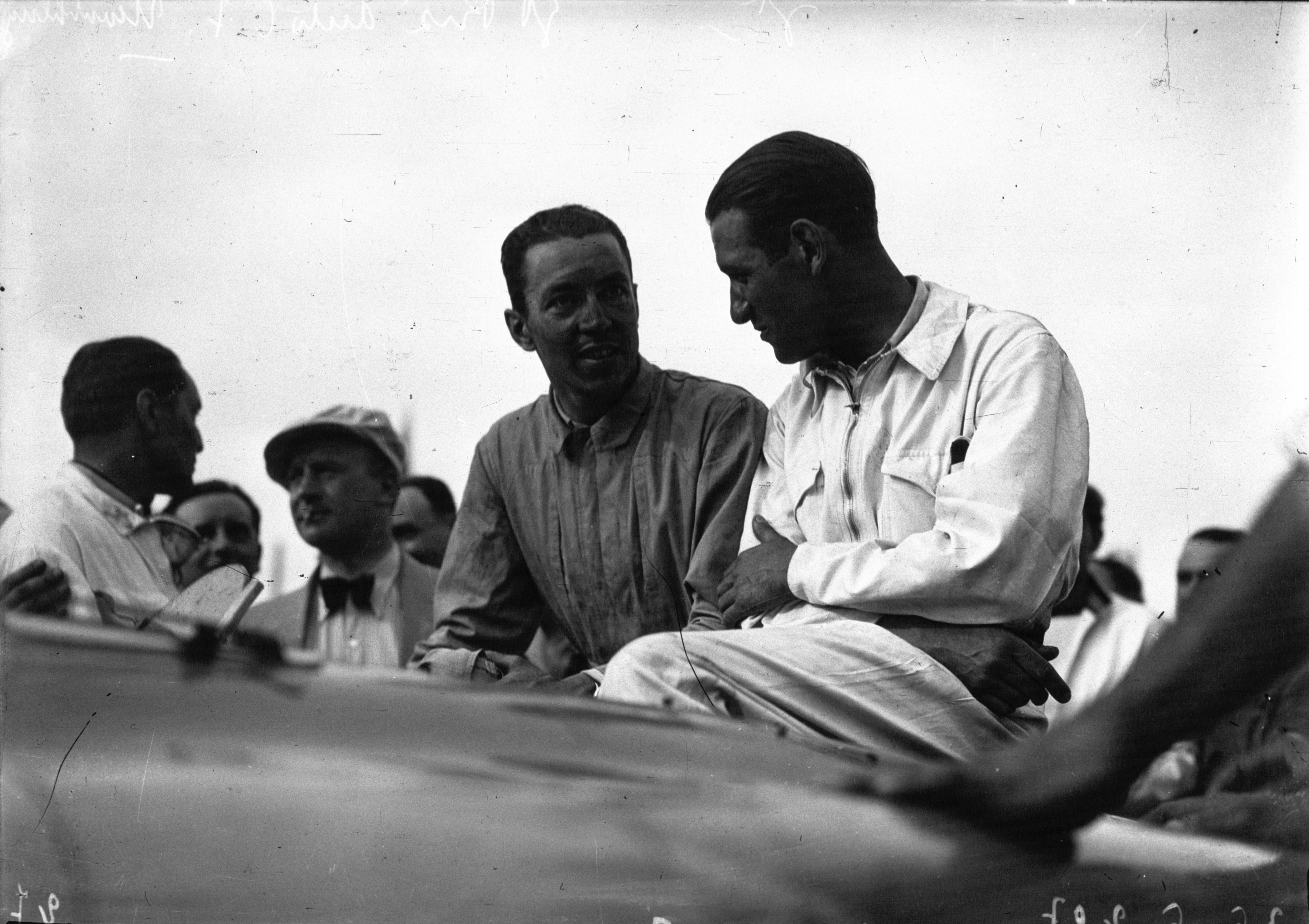
Sommer et Wimille victorieux en 1936.

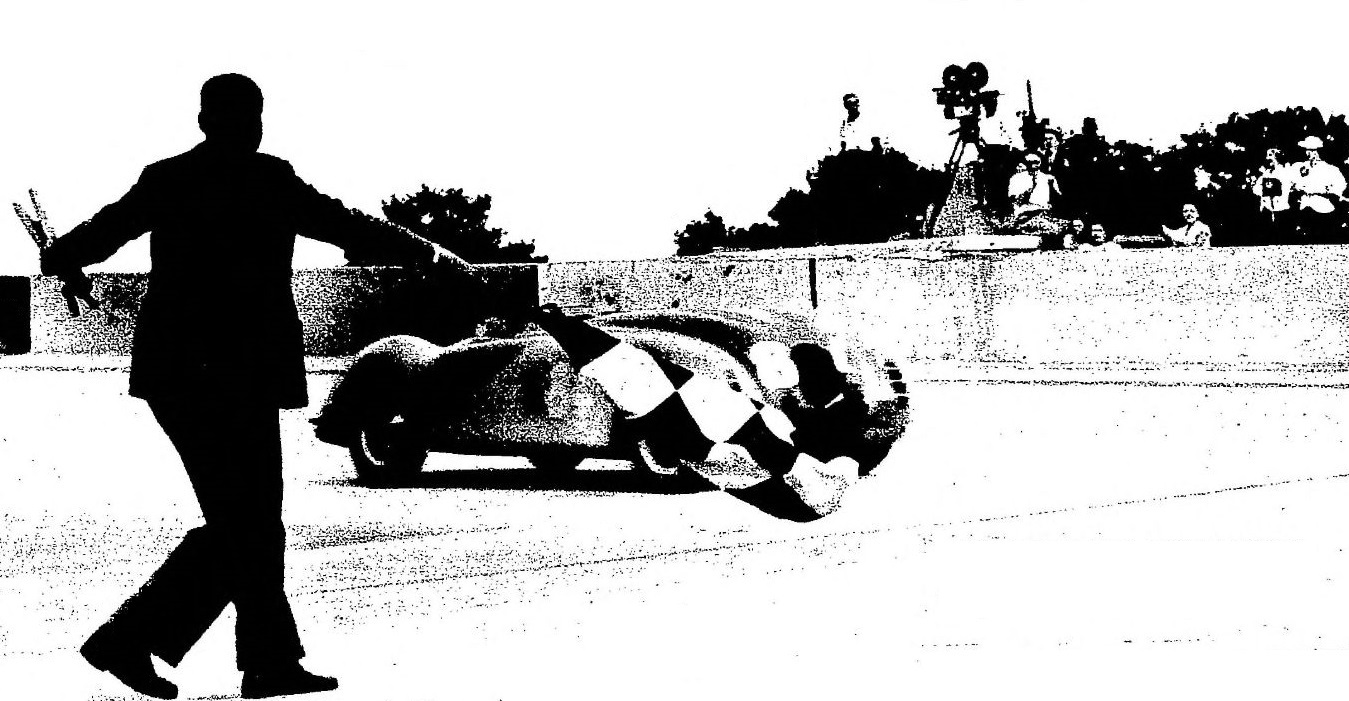
Victoire au Grand Prix de l'ACF 1936 (Wimille).

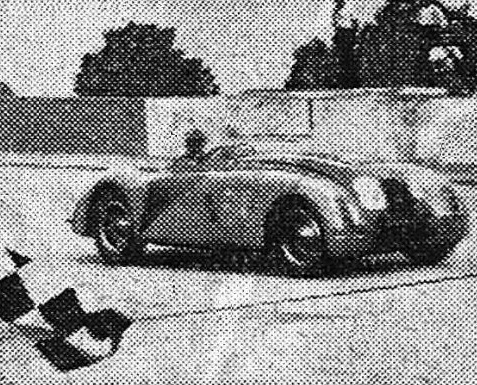
Même instantané.

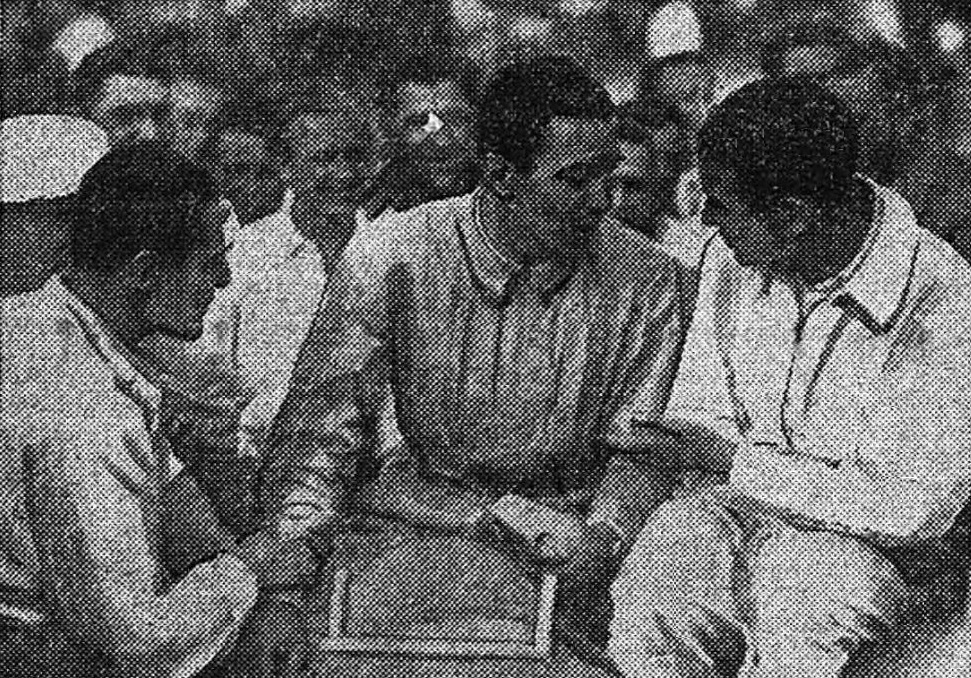
Les pilotes français après l'arrivée, J-P. Wimille (milieu et vainqueur) et R.Sommer (D., covainqueur) à l'arrivée du GP de l'A.C.F. 1936 (G. - R.Benoist).

Le Grand Prix automobile de France 1936 est un Grand Prix qui s'est tenu sur l'Autodrome de Linas-Montlhéry le 28 juin 1936.
Tout comme en 1937, il a la particularité de s'être déroulé sur voitures de sport.

## Classement de la course
| Pos. | no | Pilote                                  | Écurie                      | Châssis                        | Tours | Temps/Abandon     |
| ---- | -- | --------------------------------------- | --------------------------- | ------------------------------ | ----- | ----------------- |
| 1    | 84 | Jean-Pierre Wimille Raymond Sommer      | Automobiles Ettore Bugatti  | Bugatti T57G                   | 80    | 7 h 58 min 53 s 7 |
| 2    | 46 | Marcel Mongin "Michel Paris"            | Privé                       | Delahaye 135CS                 | 80    | + 50 s 5          |
| 3    | 78 | Goffredo Zehender Robert Brunet         | Privé                       | Delahaye 135CS                 | 80    | + 1 min 31 s 9    |
| 4    | 44 | Laury Schell René Carrière              | Ecurie Lucy O´Reilly Schell | Delahaye 135CS                 | 79    | + 1 tour          |
| 5    | 36 | Albert Perrot Marcel Dhôme              | Automobiles Delahaye        | Delahaye 135CS                 | 78    | + 2 tours         |
| 6    | 86 | Pierre Veyron William Grover-Williams   | Automobiles Ettore Bugatti  | Bugatti T57G                   | 78    | + 2 tours         |
| 7    | 42 | Jean Viale Louis Villeneuve             | Privé                       | Delahaye 135CS                 | 76    | + 4 tours         |
| 8    | 52 | Heldé René Schumann                     | Automobiles Talbot          | Talbot T150C                   | 76    | + 4 tours         |
| 9    | 48 | Jim Bradley René Dreyfus                | Automobiles Talbot          | Talbot T150C                   | 75    | + 5 tours         |
| 10   | 50 | André Morel Luigi Chinetti              | Automobiles Talbot          | Talbot T150C                   | 75    | + 5 tours         |
| 11   | 60 | Daniel Porthault Marie                  | Privé                       | Delahaye 135CS                 | 74    | + 6 tours         |
| 12   | 38 | Albert Divo Robert Girod                | Automobiles Delahaye        | Delahaye 135CS                 | 73    | + 7 tours         |
| 13   | 82 | Philippe de Rothschild Robert Benoist   | Automobiles Ettore Bugatti  | Bugatti T57G                   | 73    | + 7 tours         |
| 14   | 22 | Jean Trévoux Percy Maclure              | Privé                       | Riley TT Sprite                | 71    | + 9 tours         |
| 15   | 4  | Alex von der Becke Hector Dobbs         | Riley Ltd.                  | Riley TT Sprite                | 71    | + 9 tours         |
| 16   | 2  | Cyril Paul (de) Jean Sébilleau (de)     | Riley Ltd.                  | Riley TT Sprite                | 69    | + 11 tours        |
| 17   | 20 | Arthur Dobson Reggie Tongue             | Privé                       | Riley TT Sprite                | 67    | + 13 tours        |
| 18   | 90 | Enaro Leóz Abad Genaro Leóz Abad        | Privé                       | Lagonda LG45                   | 67    | + 13 tours        |
| 19   | 94 | Henri Trintignant Raymond Trintignant   | Privé                       | Hudson                         | 65    | + 15 tours        |
| 20   | 12 | Amédée Gordini                          | Équipe Gordini              | Fiat 508S Balilla              | 62    | + 18 tours        |
| 21   | 28 | Roy Eccles                              | Team Autosports             | Singer 9                       | 60    | + 20 tours        |
| 22   | 26 | Frank Stanley Barnes John Donald Barnes | Team Autosports             | Singer 9                       | 58    | + 22 tours        |
| 23   | 24 | Charles Martin Marcel Horvilleur        | Privé                       | Simca 6 - Fiat                 | 56    | + 24 tours        |
| 24   | 18 | Victor Camerano                         | Privé                       | Simca 6 - Fiat                 | 55    | + 25 tours        |
| 25   | 18 | Earl Howe                               | Privé                       | Marendaz Special-Anzani        | 54    | + 26 tours        |
| Abd. | 92 | André Colas                             | Privé                       | Hudson                         | ?     | Incendie          |
| Abd. | 6  | Bobby Kohlrausch Ernst Jakob Henne      | BMW Motorsport GmbH         | BMW 328                        | ?     |                   |
| Abd. | 40 | Charles Druck Philippe Maillard-Brune   | Privé                       | Delahaye 135CS                 | ?     |                   |
| Abd. | 8  | Christian Kautz Fritz Roth              | BMW Motorsport GmbH         | BMW 328                        | ?     |                   |
| Abd. | 10 | Harold Aldington                        | Privé                       | BMW 328                        | ?     |                   |
| Abd. | 62 | Henri Stoffel Francique Cadot           | Privé                       | Talbot T150C                   | ?     |                   |
| Abd. | 64 | Jean Danne René Le Bègue                | Privé                       | Delahaye 135CS                 | ?     |                   |
| Abd. | 98 | Marcel Lehoux                           | Privé                       | Lagonda LG45R                  | ?     |                   |
| Abd. | 34 | Richard Seaman Tom Clarke               | Privé                       | Aston Martin Vintage 1.5 litre | ?     |                   |

- Légende: Abd.=Abandon.

## Pole position et record du tour
- Pole position : ?

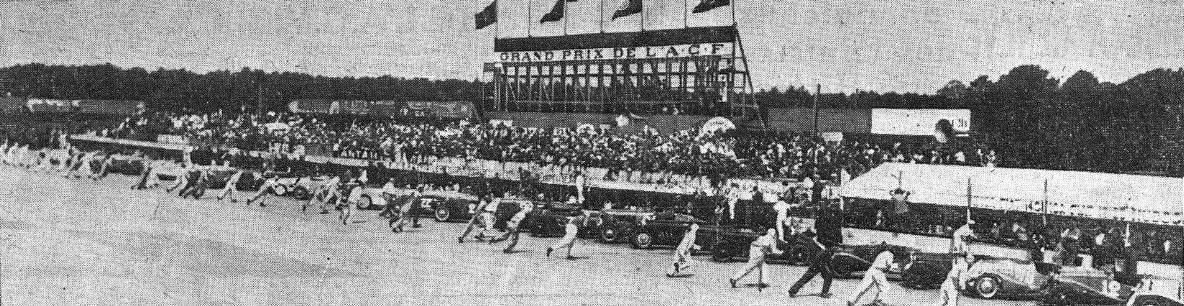
Vue du départ depuis la tribune opposée.

- Record du tour :  René Dreyfus (Talbot-Lago) en 5 min 36 s 0.